# Stone Fury
Gli Stone Fury furono un gruppo hair metal formato a Los Angeles nel 1983 da Lenny Wolf, successivamente noto per essere stato il fondatore dei Kingdom Come. La band fu sostanzialmente il progetto nato dalla collaborazione tra Lenny Wolf e Bruce Gowdy, che arruolarono diversi musicisti per le incisioni e le esibizioni live. Durante la sua breve carriera, la band ha ospitato infatti diversi session man rinomati nel panorama musicale internazionale, come Vinnie Colaiuta, Randy Castillo, Bruce Godi, Jay Schellen, Alan Pasqua ed altri.

## Storia
Gli Stone Fury furono il risultato del progetto del manager/mentore Marty Wolff, che contribuì alla formazione del gruppo a Los Angeles durante il 1983. Il tedesco di nascita Lenny Wolf, frontman del gruppo, aveva precedentemente suonato in una band di Amburgo chiamata Funhouse e venne introdotto a Marty Wolff dal suo chitarrista. Wolf e i Funhouse registrarono qualche demo e Marty raccomandò la band alla Elektra Records a Los Angeles vedendo per i tedeschi un futuro promettente. Il possibile contratto con la major andò però a monte e Lenny, deciso a trovare uno sbocco come cantante di successo, abbandonò i Funhouse per spostarsi a Los Angeles. Marty Wolff presentò Lenny al chitarrista Bruce Gowdy, dando inizio alla loro collaborazione. I due iniziarono registrando le prime demo delle tracce "Life Is Too Lonely" e "Tease".
Tornato in Germania, Lenny Wolf rimase meravigliato nel assistere ad una sorta di guerra tra major che si contendevano il contratto con il gruppo nascente. Chi ne uscì vincitrice fu la MCA Records, che firmò l'accordo con la band il 4 maggio 1983. Una volta composto completamente il materiale per il futuro debutto discografico, la coppia passò all'assemblaggio della formazione. Gowdy ne introdusse all'interno il batterista Jody Cortez seguito a ruota dal bassista Rick Wilson.
L'album di debutto degli Stone Fury, Burns Like a Star, venne realizzato nel 1984 e prodotto da Andy Johns. Vennero accreditati come musicisti aggiuntivi anche Peter Parnegg (basso) e George Perilli (batteria).

Venne poi girato a Londra il primo videoclip della traccia "Break Down The Walls". Questo primo disco ottenne buoni riscontri di vendite senza tuttavia raggiungere posizioni alte nella classifica americana.
Jody Cortez abbandonò il progetto nel tardo 1984, ma lo noteremo due anni dopo nelle vesti di session player nel disco Night Songs dei Cinderella.
Cortez verrà sostituito da Randy Castillo, batterista di Lita Ford, che suonerà solamente nelle date del tour. Il collega di Castillo, Randy Rand, anche lui all'epoca nella band di Lita Ford e negli Autograph, sostituì Wilson al basso e poco dopo il gruppo suonò al fianco degli Aerosmith. Nel 1986 gli Stone Fury verranno raggiunti dal batterista Jay Schellen, ex membro dei Badfinger, aveva anch'egli avuto un'esperienza con Lita Ford. Quest'ultimo però opterà per entrare negli Hurricane nel 1985.
L'ex turnista Randy Castillo sarà membro della band di Ozzy Osbourne dal 1985, registrando con il madman diversi dischi fino al 1993. Mentre nel 1999 raggiungerà i Mötley Crüe a temporanea sostituzione di Tommy Lee, registrando con la band il disco New Tattoo (2000).
Il secondo album degli Stone Fury Let Them Talk venne pubblicato nel 1986 e prodotto da Richard Landis. I nuovi session player coinvolti furono il bassista Dean Cortez (aveva suonato nel disco omonimo di Joseph Williams nel 1982), il tastierista Alan Pasqua (già noto session player, collaboratore di artisti come Eddie Money, Sammy Hagar, House of Lords, Carlos Santana, Bob Dylan, Pat Benatar e molti altri) ed il batterista Vinnie Colaiuta, noto musicista nell'ambito AOR, aveva in precedenza lavorato con Frank Zappa. Stranamente, con questo secondo disco il gruppo venne portato ad orientarsi maggiormente sul AOR e sul pop, al contrario del disco precedente con sonorità sperimentali e con forti influenze tramandate dai Led Zeppelin. Proprio a causa del cambio di direzioni musicali, il disco risultò un flop così da convincere Wolf e soci a asciogliere il progetto nello stesso 1986.

### Dopo lo scioglimento
Lenny Wolf metterà in piedi un nuovo progetto nel 1987 chiamato Kingdom Come, dove ripercorrerà le sonorità del debutto degli Stone Fury, con forti tinte Led Zeppeliniane. Bruce Gowdy prenderà parte al nuovo gruppo progressive rock World Trade fronteggiato dal membro degli Yes Billy Sherwood, prima di formare gli Unruly Child con l'ex frontman dei King Kobra Mark Free e con l'aggiunta dello stesso ex batterista degli Stone Fury Jay Schellen. Schellen, dopo l'esperienza con gli Hurricane continuò con gli Unruly Child al fianco di Gowdy, e con quest'ultimo partecipò anche al disco solista di Mark Free intitolato Tormented (1995). Schellen continuerà la carriera anche nei Sircle of Silence, gruppo fondato dall'ex cantante degli Accept e Bangalore Choir David Reece. Il batterista seguirà Reece in un altro gruppo chiamato Stream, nel quale figurava anche Dave Spitz, ex bassista di White Lion e Ozzy Osbourne. I Stream pubblicarono due dischi, il primo Take It Or Leave It nel 1995 ed il secondo omonimo nel 1997.
Gowdy suonerà poi con altri artisti come Bobby Kimball dei Toto nel disco Rise Up (1994) o con Glenn Hughes nel suo album Feel (1995).
La MCA approfittò del grande successo ottenuto dai Kingdom Come per pubblicare una raccolta degli Stone Fury intitolata The Best of Stone Fury, che vede la luce nel giugno 1988. Il disco presenta cinque tracce estratte da ciascun album.
Jody Cortez apparirà in alcuni album tra Tamara Champlin e Big Mouth. Colaiuta suonò nel disco solista dell'ex frontman dei Mr. Big Eric Martin I'm Only Fooling Myself nel 1987. Nel 1991 lo si può notare nel disco solista del noto produttore Desmond Child intitolato Discipline. Ma il musicista continuò a collaborare con una lista di illustri artisti, inclusi Joni Mitchell, Barbra Streisand, Philip Aaberg, Asia, Elio e le Storie Tese e Sting. Nel 1994 pubblicò un'incisione solista intitolata Vinnie Colaiuta. Rimane tutt'oggi uno dei turnisti più richiesti e le sue collaborazioni spaziano in svariati generi. Anche il tastierista Alan Pasqua, che aveva contribuito come tastierista al secondo album degli Stone Fury, continuò la sua carriera al fianco di artisti illustri come Bruce Willis, Robert Tepper, Eddie Money, Night Ranger, Whitesnake, tra gli altri, oltre a diventare vero e proprio membro della AOR band Giant.
Randy Castillo morì il 26 marzo 2002, dopo una dura battaglia contro il cancro.

## Formazione

### Ultima
- Lenny Wolf - voce, chitarra ritmica (1983-86)
- Bruce Gowdy - chitarra solista (1983-86)
- Dean Cortez - basso (1986)
- Vinnie Colaiuta - batteria (1986)

### Ex componenti
- Rick Wilson - basso (1983-84)
- Jody Cortez - batteria (1983-84)
- Peter Parnegg - basso (1984)
- George Perilli - batteria (1984)
- Randy Castillo - batteria (1984)
- Randy Rand - basso (1985)
- Jay Schellen - batteria (1986)
- Alan Pasqua - tastiere (1986)

## Discografia

### Album in studio
- 1984 - Burns Like a Star
- 1986 - Let Them Talk

### Raccolte
- 1988 - The Best of Stone Fury